# Cyrtopholis bonhotei
Espèce
Synonymes
- Lyroscelus bonhotei F. O. Pickard-Cambridge, 1901

Cyrtopholis bonhotei est une espèce d'araignées mygalomorphes de la famille des Theraphosidae.

## Distribution
Cette espèce est endémique des Bahamas.

## Étymologie
Cette espèce est nommée en l'honneur de John James Lewis Bonhote.

## Publication originale
- F. O. Pickard-Cambridge, 1901 : On a collection of spiders from the Bahama Islands made by J. L. Bonhote, Esq., with characters of a new genus and species of Mygalomorphae. Annals and Magazine of Natural History, sér. 7, vol. 7, p. 322-332 (texte intégral).